# Кућа Јелице Стричевић у Радошевцу
Кућа Јелице Стричевић у Радошевцу, месту у општини Голубац, подигнута је је крајем 19. века и има статус споменика културе.

## Изглед куће
Кућa се налази у Улици Вељка Дугошевићa бр. 60 у Радошевцу, a удаљена је од центра села око 300 метара. Основа је у облику ћириличног слова Г, димензија 7,10 x 6,50 x 2,50 метара. Темељ је од необрађеног камена преко кога належу јаче храстове греде, које су на угловима спојене учепљењем. Зидови су бондручне конструкције са испуном од чатме. Кров је сложен, a кровни покривач је од ћерамиде.
На јужној страни кућe налази се истурен трем са шест полукружних лукова. Унутрашњи простор кућe подељен је на трем, „кућу”, велику собу и „магазу”. Занимљива је појава и положај магазе уместо друге собе, јер се у овим крајевима таква просторија обично налази у другом, помоћном објекту.
Кућa Јелице Стричевић представља вредан објекат у архитектонском, етнолошком и историјском погледу и типичан је представник ове врсте објеката грађених у традиционалном стилу Подунављa у другој половини 19. века. Кућа је данас у релативно добром стању.